# Vézelise
Vézelise è un comune francese di 1 483 abitanti situato nel dipartimento della Meurthe e Mosella nella regione del Grand Est.

## Geografia fisica
Vézelise si trova a circa trenta chilometri a Sud di Nancy, nel cuore della regione naturale Pays du Saintois. Viene chiamata il "pitale della Lorena" (le pot de chambre de la Lorraine) perché Vézelise è situata in una depressione alla confluenza tra i corsi d'acqua Uvry e Brénon.
La stazione di Vézelise si trova sulla linea tra Nancy e Merrey.

## Società

### Evoluzione demografica
Abitanti censiti